# پارک ملی ارسباران
پارک ملی ارسباران یک پارک ملی در ایران است. پارک ملی ارسباران در شهرستان‌های کلیبر و خداآفرین در استان آذربایجان شرقی واقع شده است. مساحت پارک ملی ارسباران ۸٬۹۴۱ هکتار است. ارسباران نام منطقه‌ای وسیع، کوهستانی و جنگلی در شمال آذربایجان شرقی است. این منطقه مرز مشخصی ندارد؛ در کل می‌توان گفت ارسباران منطقه‌ای بین شهرستان کلیبر تا سیه‌رود و از شهرستان اهر در جنوب تا رود ارس در شمال است. کوهستان ارسباران شامل کل این منطقه می‌شود اما جنگل‌های ارسباران که همان منطقه حفاظت شده است شامل منطقه کوچکتری می‌شود.

## تاریخچه حفاظت
ارسباران در ۱۳۴۶ به عنوان منطقه شکار ممنوع و در ۱۳۵۲ به عنوان منطقه حفاظت شده و از ۱۳۵۵ به عنوان ذخیره‌گاه زیست‌کره تحت مدیریت قرار گرفت. ارسباران طی مصوبه شماره ۳۷۰ شورای عالی محیط زیست در ۳۱ اردیبهشت ۱۳۹۱ به پارک ملی تبدیل شد.
در واقع نصف منطقه کوهستان ارسباران در غرب آن شامل منطقه حفاظت شده دیزمار می‌شود که بعد از پارک ملی کنتال قرار دارد. مرز این دو منطقه حفاظت شده رودی به نام «ایلنگه چای» است. شرق این رود منطقه حفاظت شده ارسباران و غرب آن دیزمار است.
جنگل‌های ارسباران از نظر اقلیمی بسیار شبیه منطقه قفقاز است و البته تنها مرز آن با کوهستان قفقاز رود ارس است.
کوه‌های پر از درخت که در میانشان مراتع پراکنده دارد و روستاهایی دور از هم که مردمشان همگی دامدار هستند زیست‌بوم ارسباران را می‌سازد. اکثر این مراتع محل زندگی عشایر دامدار منطقه است.
بارش باران در جنگل‌های ارسباران بیش از میانگین بارش سالانه در سایر مناطق شمال غربی ایران است. بارندگی بیشتر و جاری بودن چندین چشمه و رودخانه باعث شده تا ارسباران نام‌های مثل «قره‌داغ» بگویند چون جنگل انبوه باعث سیاه دیده شدن کوه‌ها می‌شود.

## ویژگی‌های بوم‌شناسی
گونه‌های جانوری کل و بز وحشی، گراز، پلنگ، خرس قهوه‌ای، سیاه گوش، گربه وحشی، قرقاول ارسباران، عقاب طلایی، عقاب شاهی، کرکس، هما، عقاب ماهی گیر، بالابان، طرلان و بحری از گونه‌های جانوری ارسباران هستند. اینجا در گذشته زیستگاه ببر مازندران هم بود که در حال حاضر منقرض شده است. گونه‌های گیاهی ارسباران شامل درخت زغال اخته، گیلاس وحشی، انار وحشی و سماق می‌شود.